# Брунате
Брунате (итал. Brunate) — коммуна в Италии, располагается в регионе Ломбардия, подчиняется административному центру Комо.
Население составляет 1727 человек, плотность населения составляет 1727 чел./км². Занимает площадь 1 км². Почтовый индекс — 22034. Телефонный код — 031.
Покровителем коммуны почитается святой апостол Андрей, празднование 30 ноября.